# Штепан Смолен
Штепан Смолен (чеськ. Štěpán Smolen; нар. 19 вересня 1983, Чеський Крумлов) — чеський, римокатолицький священник, письменник і перекладач.

## Життєпис
Походить з Чешського Крумлова. Учив філософію, релігієзнавство і богослів'я в Карловому Університеті. Працював як спочатку працював медбратом в Шпиталі Сестер Милосердя св. Карела Боромейського у Празі під Петршином. Потім вступив до священицької семінарії, закінчив католицький богословський факультет і отримав дияконські рукоположення в 2014 році, ставши священником через рік. Як священник працює в Литомержицькій єпархії. З 1 вересня 2021 року став духовним адміністратором парафій деканату Яблонець-над-Нісою.
Пише як окремі тексти (напр. в часописах Дінгір чи Християнське ревю), так і белетристику.

## Праці
- Будь там, де ти є (Buď, kde jsi, укр. переклад 2021)
- Sehnsucht: Úvod k romantické touze (2017) — knižně vydaná dipl. práce
- Do boje s růžencem aneb Jak se porazit a přitom vyhrát (2017, slov. překlad 2019)
- Cesta na Západ. Po stopách ochočeného Boha. (2018)
- Cigánský evangelia (2020)
- Pominuté chvály (2021)

### Спільні праці
- Předmluva ke knize Philip F. Lawler: Ztraceni — Kolaps katolické kultury

### Переклади
- George MacDonald: Snílci, Volvox Globator 2012
- Peter Kreeft: Tolkienovo vidění světa',' Paulínky 2014
- Peter Kwasniewski: Povstávání z prachu, Hesperion 2016

### Статті
- «Evropa na kolenou», RC Monitor 13/2016, 10-13. Dostupné online.